# 32585 Tardivel
32585 Tardivel è un asteroide della fascia principale. Scoperto nel 2001, presenta un'orbita caratterizzata da un semiasse maggiore pari a 2,249108 UA e da un'eccentricità di 0,084494, inclinata di 4,873062° rispetto all'eclittica. Ha un diametro di 3,697 km.